# 迪迪哈特
迪迪哈特（Didihat），是印度北阿坎德邦Pithoragarh县的一个城镇。总人口4805（2001年）。

## 人口
该地2001年总人口4805人，其中男性2634人，女性2171人；0—6岁人口592人，其中男322人，女270人；识字率79.48%，其中男性为83.56%，女性为74.53%。